# Levan Kobiasjvili
Levan Kobiasjvili (georgiska: ლევან ზურაბის ძე კობიაშვილი, Levan Zurabis dze Kobiasjvili) född den 10 juni 1977 i Tbilisi, är en georgisk före detta fotbollsspelare. I oktober 2015 valdes han till förbundsordförande för georgiska fotbollsfederationen.
Kobiasjvilis karriär började i hans hemstad i fotbollsklubben Awasa Tbilisi. Efter att ha flyttat för att spela i Metallurg Rustavi, FK Dinamo Tbilisi och Alania Vladikavkaz överfördes han 1998 till SC Freiburg. Som en av många georgier i Freiburg stannade han till 2003 då han köptes upp av Schalke. År 2010 flyttade han till huvudstadsklubben Hertha BSC Berlin. Han är framför allt defensiv mittfältare eller vänsterytter. I Herthas nedlflyttningsmatch mot Fortuna Düsseldorf i maj 2012 anklagades Kobiasjvili för att i tumultet som uppstod ha slagit huvuddomaren. Efter granskning beslöt den tyska fotbollsfederationen att man stängde av Kobiasjvili i tolv månader.
Kobiasjvili debuterade i det georgiska landslaget 1996. Efter en EM-kvalmatch mot Grekland den 11 oktober 2011 blev Kobiasjvili genom sitt deltagande i den matchen den första georgiska fotbollsspelare att spela över 100 landskamper för sitt landslag.